# L.V.V.S. Augustinus
De Leidse Vereniging Voor Studenten Augustinus is een studentenvereniging in de Zuid-Hollandse stad Leiden, ze is vernoemd naar de vierde-eeuwse bisschop Augustinus van Hippo. Het is de op een na oudste en, met in 2024 ruim 2.000 leden, de op een na grootste studentenvereniging van de stad.

## Karakteristieken
De vereniging kent een verplichte introductietijd, die sinds de jaren 1990 steeds meer een ontgroenend karakter heeft gekregen. Deze bestaat uit een kamp, de KMT, en een werkweek gevolgd door een aantal dagen dat de toekomstige leden op de vereniging doorbrengen over een periode van ongeveer een maand, de CVP-periode.

## Geschiedenis

### Ontstaan

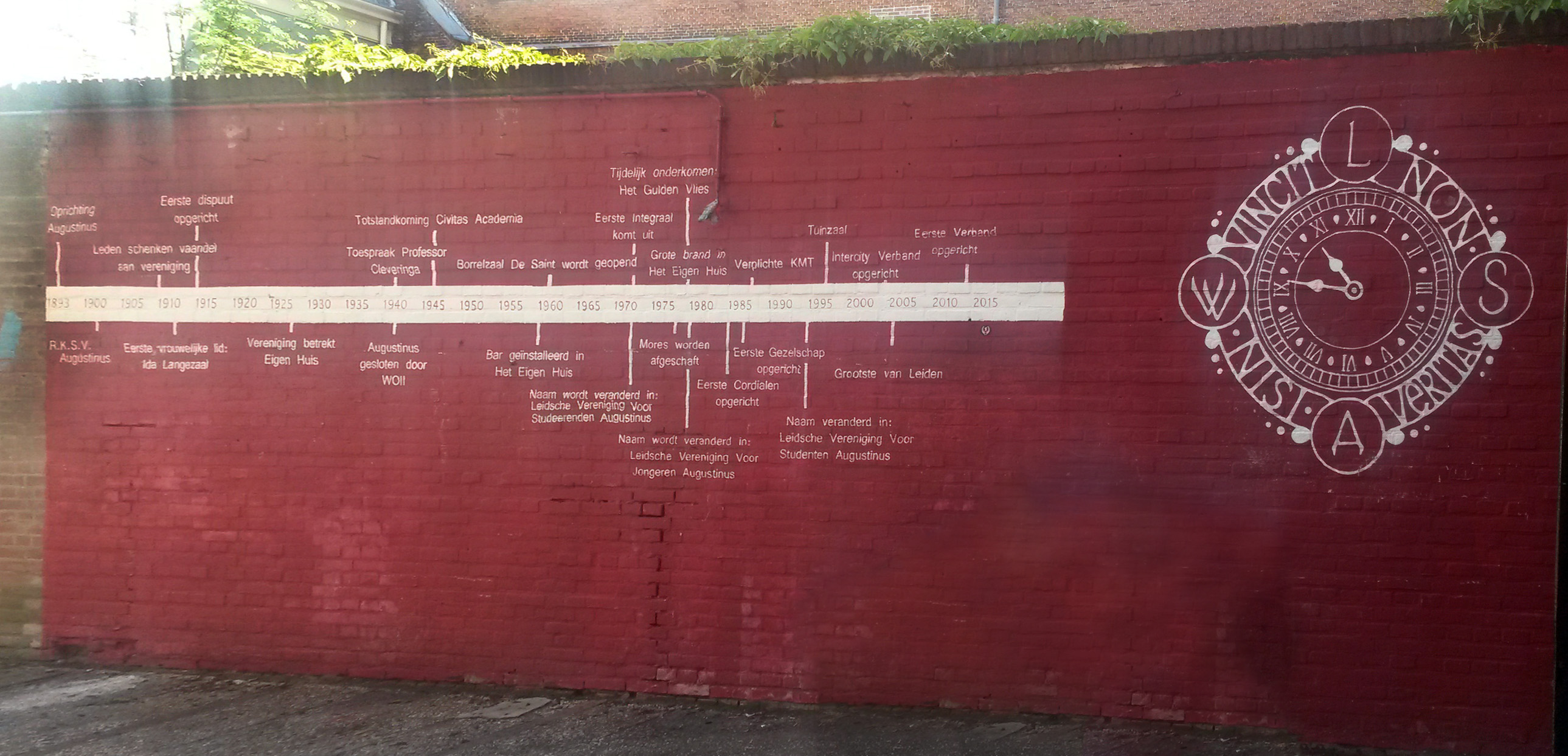
Tijdslijn op de muur van de binnenplaats van Rapenburg 24

De Leidse Vereniging voor Studenten Augustinus werd op 3 mei 1893 opgericht als de Rooms-Katholieke Studentenvereeniging te Leiden. Oprichters waren onder anderen Piet Aalberse, later minister van Arbeid, en Charles Ruijs de Beerenbrouck, later minister-president. De R.K.S.V. werd opgericht om naast het corps een studentenvereniging te hebben waar men gezamenlijk het katholieke geloof kon belijden. Een dubbellidmaatschap was daarom lange tijd een veelvoorkomende zaak. De orde der Kruisheren, gevestigd te Zoeterwoude, schonk aan de vereniging niet alleen een moderator (een gebedsleider/geloofsbewaker), maar ook de naam Sanctus Augustinus. Aurelius Augustinus (354-430) was bisschop van Hippo en befaamd door zijn talent voor het maken van vrienden en het filosoferen over het geloof, uitermate geschikt voor het geven van zijn naam aan een studentenvereniging met inhoudelijk accent. De lijfspreuk van de vereniging is nog altijd: Non vincit nisi veritas; Niets overwint dan de waarheid.

### Ontzuiling

Feest op Augustinus (1934)

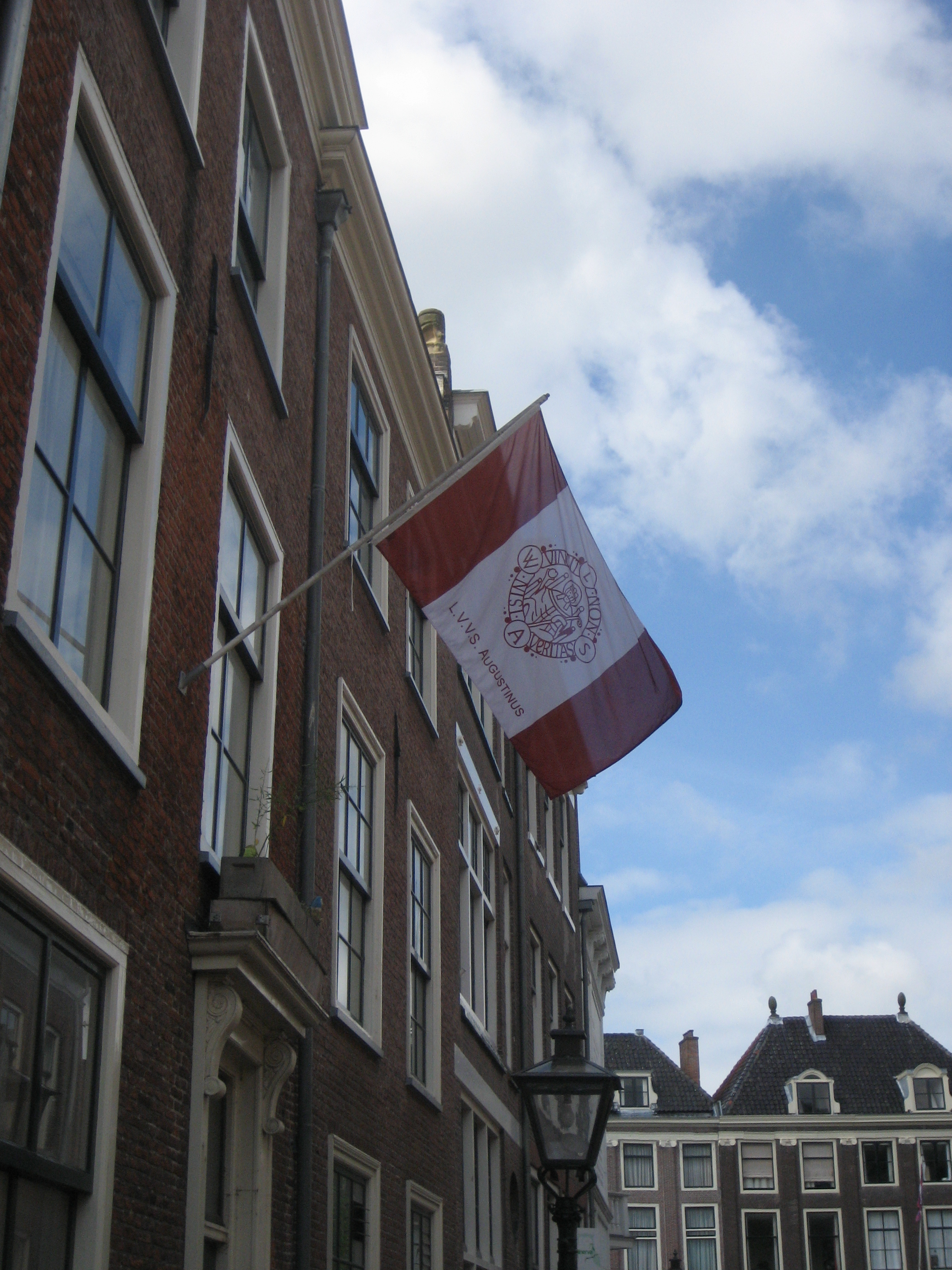
Augustinusvlag (2014)

Na de Tweede Wereldoorlog bekeert de vereniging zich tot de Civitas-gedachte. Studenten en docenten moeten samen een gemeenschap vormen, niet gehinderd door de zuilenmaatschappij. Voor 'Augustinus' houdt dit in dat de gezelligheid van de vereniging moet verdwijnen en men zich weer moet toeleggen op zuiver vormende activiteiten betreffende het geloof. Katholieke corpsleden die meer inhoud en kerkelijke verdieping zoeken in hun studentenleven worden lid bij Augustinus. Voor het nodige vertier dient men zich aan te sluiten bij het Leidsch Studenten Corps of de VVSL. De 'Roomsche kroeg' die Augustinus voor de oorlog was, verdwijnt.
Niet alle Augustijnen kunnen zich vinden in de nieuwe Civitas-constructie. Veel studenten vinden de ontgroening en de mores van het Corps strijdig met het katholieke gedachtegoed. Bovendien heeft Augustinus onder de leden veel spoorstudenten, die niet kunnen deelnemen aan de activiteiten op Minerva. Daar komt nog bij dat veel studenten van na de oorlog 'eerstegeneratiestudenten' zijn, voor wie het Corps toch nog altijd te traditioneel en elitair is. Lange tijd wordt er gediscussieerd over het toelaten van gezelligheid binnen de vereniging.
Uiteindelijk duurt het op Augustinus nog tot 1961 voordat de knoop definitief wordt doorgehakt. Op 4 oktober van dat jaar wordt de kroegruimte The Saint geopend. Ook nu nog is de Saint de voornaamste borrelruimte en het hart van de vereniging. Tevens probeert men de structuur en de overzichtelijkheid van de vereniging te vergroten door een eigen jaarboek uit te geven. Naar analogie van de vooroorlogse Annuaria der R.K. Studenten wordt deze almanak het Annuarium Augustinianum gedoopt.
Augustinus komt in deze jaren tot grote bloei en is eind jaren zestig de grootste studentenvereniging in Leiden. De vereniging is een volwaardige gezelligheidsvereniging geworden en gaat het eigen katholieke karakter onder de loep nemen. In 1971 wordt de naam van de vereniging veranderd van R.K.S.V. 'Sanctus Augustinus' naar Leidse Vereniging voor Studerenden ‘Augustinus’. De vereniging krijgt een nieuw blad, de Integraal, en het Annuarium Augustinianum gaat min of meer op in de Universitaire Almanak, die door alle Leidse verenigingen samen wordt uitgebracht.
Het afschudden van de katholieke veren gaat veel leden echter niet ver genoeg. Zij menen dat Augustinus uit de als elitair ervaren studentenwereld getild moet worden en een open jongerenvereniging moet worden, om zo de kloof tussen studenten en werkende jongeren te dichten. De vereniging splitst zich in twee kampen. Aan de ene kant het sociëteitsbestuur, bij Augustinus bekend onder de naam Commissie Eigen Huis, dat een studentenvereniging voorstaat (met als protagonist Tom Kok), aan de andere kant het verenigingsbestuur (met o.a. Ronald Plasterk), dat zich sterk maakt voor een jongerenvereniging.

### Transformatie naar open jongerenvereniging
Een groot deel van de jaren 70 voeren beide kampen strijd met elkaar, totdat het verenigingsbestuur de overhand krijgt. In 1979 wordt Augustinus een open jongerenvereniging. Teleurgesteld splitst een groot deel van de leden zich af en richt met een aantal anderen de Algemene Leidse Studentenvereniging Quintus op. Ook breekt Augustinus met de zusterverenigingen van het Aller Heiligen Convent, een breuk die nog altijd niet hersteld is. Toch zijn de jaren zeventig niet slechts een periode van neergang. Een succesvol Augustijns initiatief, het Leids Cabaret Festival, verzonnen door Harry Kies, zag bij het 17e lustrum in 1978 het levenslicht.
Augustinus gaat vanaf 1979 verder als Leidse Vereniging voor Jongeren Augustinus. Maar al vrij snel blijkt de gekozen strategie de vereniging geen goed te doen. Het nieuwe Quintus neemt een groot deel van de eerstejaarsstudenten op, en werkende jongeren blijken nauwelijks interesse te hebben voor een verenigingslidmaatschap. Het ledental daalt tot een dieptepunt ("wil de laatste baard het licht uitdoen" is een veel gehoorde schertsfrase). Tradities gaan verloren en verenigingsrelikwieën, zoals het Mariabeeld en de 19e-eeuwse bestuursstoelen, worden aan de straat gezet of weggegeven. Bezorgde oud-leden breken in en nemen de verenigingsvaandels en het borstbeeld van Augustinus mee, om ze pas jaren later terug te geven op voorwaarde dat ze bij de vereniging blijven. Ook het letterlijk aan de straat gezette verenigingsarchief wordt gered en tijdelijk ondergebracht bij het Katholiek Documentatie Centrum in Nijmegen. Eind jaren 90 komt het archief terug naar Leiden en wordt 500 meter verderop ondergebracht bij het Regionaal Archief Leiden.

### Herijking
Vanaf 1983 wordt de openheid beperkt en gaat de ledenstructuur op de schop. Discussiegroepen, ooit jaarclubs, worden weer op gezelligheid gerichte cordialen, een term die nog altijd wordt gehanteerd op Augustinus. Het 19e lustrum in 1988 wordt groots gevierd met onder andere weer een gala en de vereniging brengt weer een annuarium uit. Het contact met de oud-leden wordt hersteld. Het ledenaantal stijgt weer, er zijn meer activiteiten voor studenten, kortom, Augustinus hervindt zich als studentenvereniging. De naamswijziging in 1994 tot Leidse Vereniging voor Studenten Augustinus vormt het sluitstuk van deze ontwikkeling. Vanaf die tijd is Augustinus weer uitgegroeid tot de grootste studentenvereniging van Leiden, een positie die zij eind jaren zestig ook bezat. Augustinus bevindt zich samen met de andere MASCQ (Verband van Leidse studentenverenigingen) in het hart van de Leidse studentenwereld. Haar verbanden, cordialen, commissies, kader, gezelschappen en subverenigingen zijn zeer belangrijk voor de kern van de vereniging en natuurlijk haar leden.

## Verenigingspand
In de beginjaren komt het gezelschap vooral samen in cafés en op studentenkamers, maar in 1921 betrekt Augustinus haar eigen sociëteit, het Eigen Huis. Hiermee is zij de eerste katholieke studentenvereniging die over een eigen onderkomen beschikt. Vanaf 1926 is het Eigen Huis gevestigd in een monumentaal pand, de sociëteit "Eigen Huis", aan het Rapenburg.

In 2017 heeft Augustinus Papengracht 23 aangekocht om in de toekomst uit te breiden.

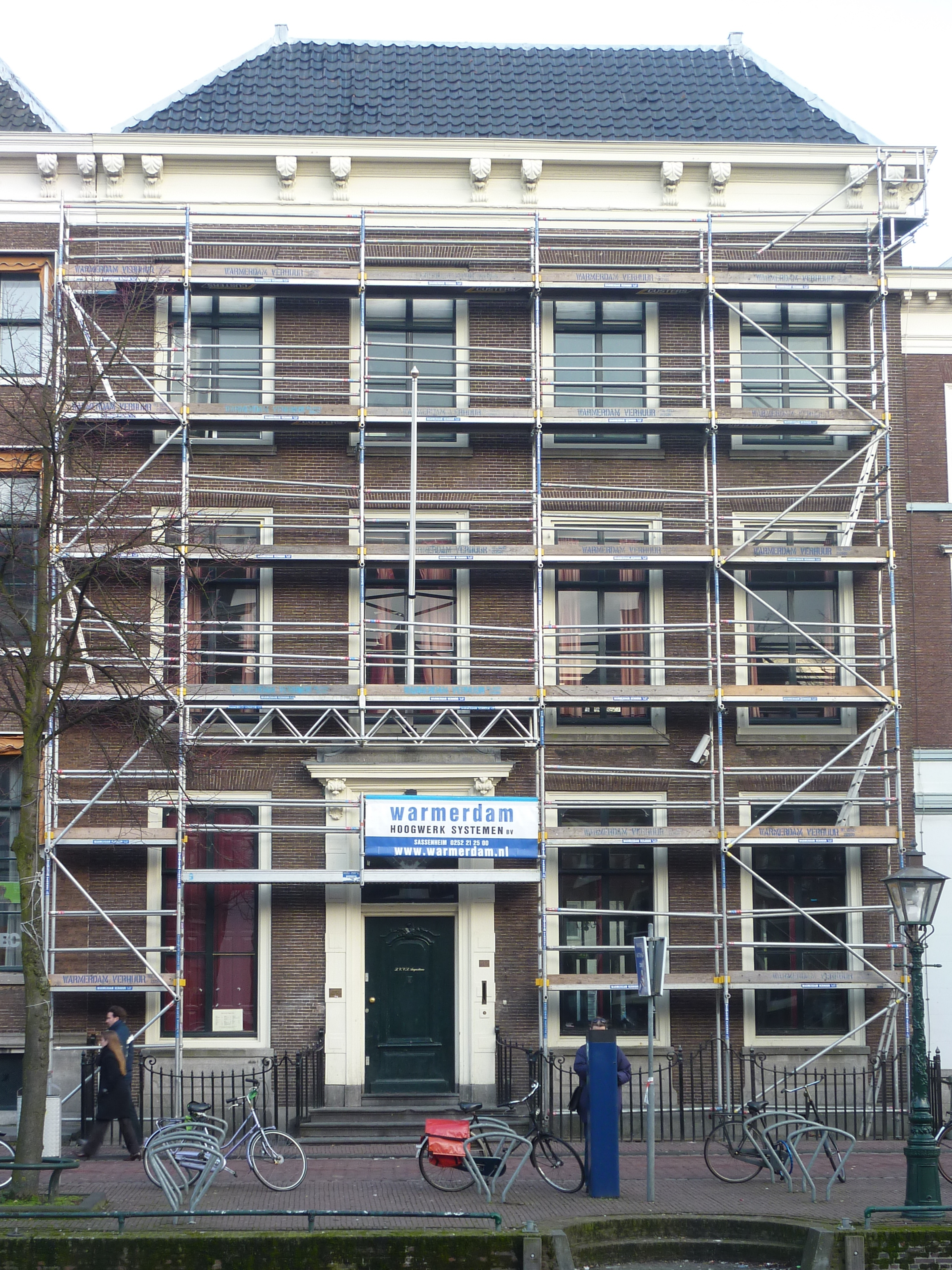
Rapenburg 24 (2010)
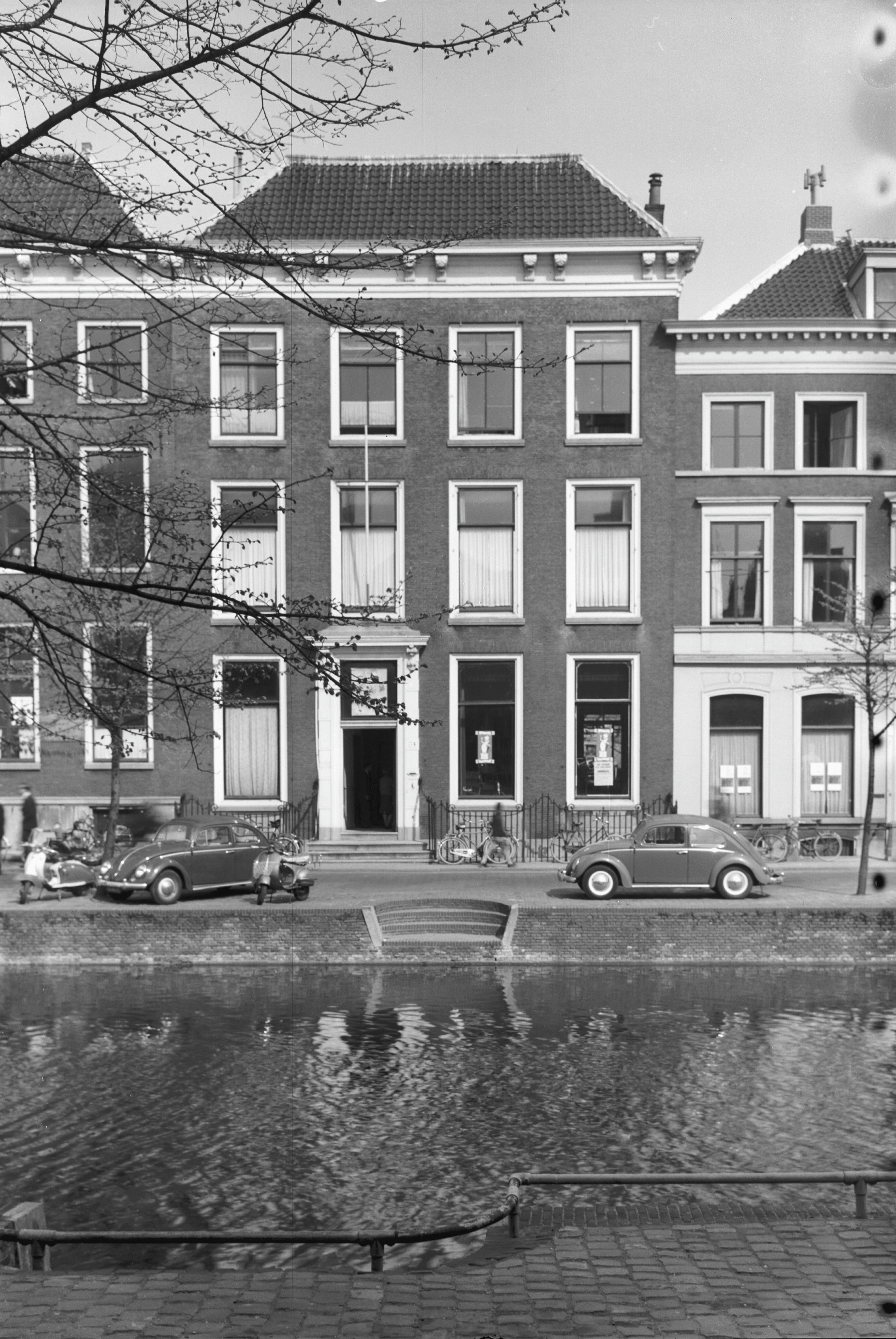
Rapenburg 24 (1963)
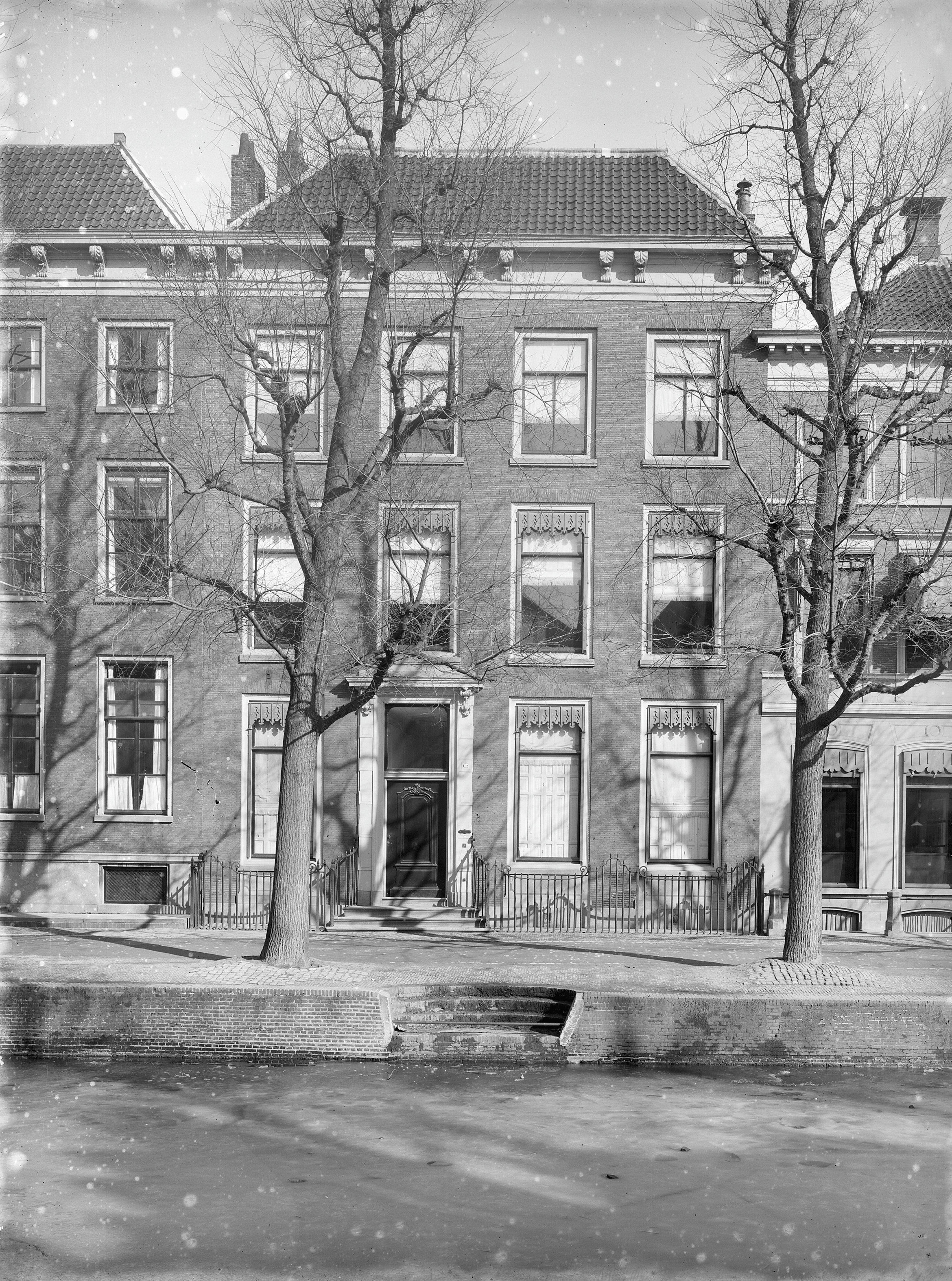
Rapenburg 24 (1924)
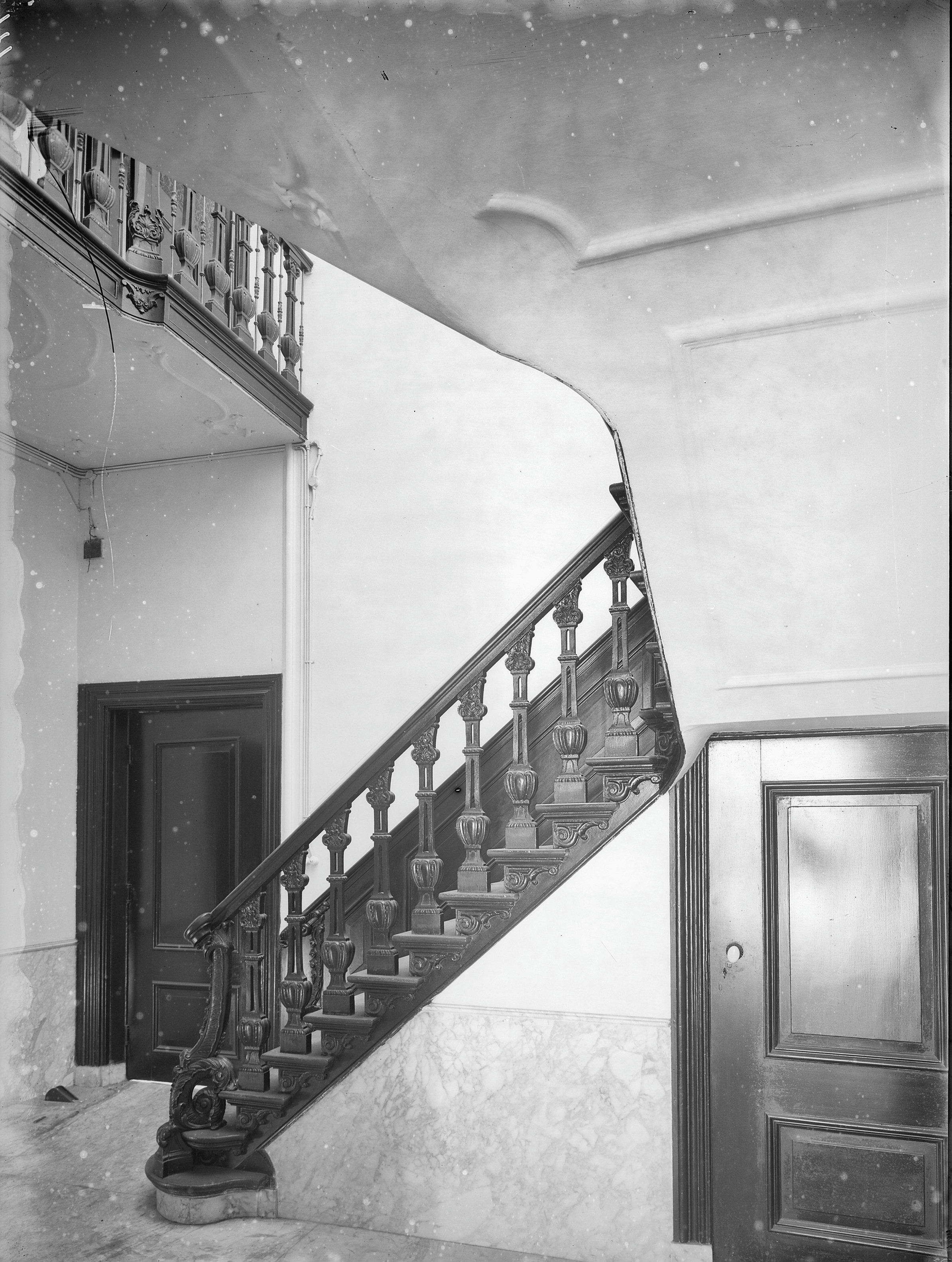
Traphal (1924)
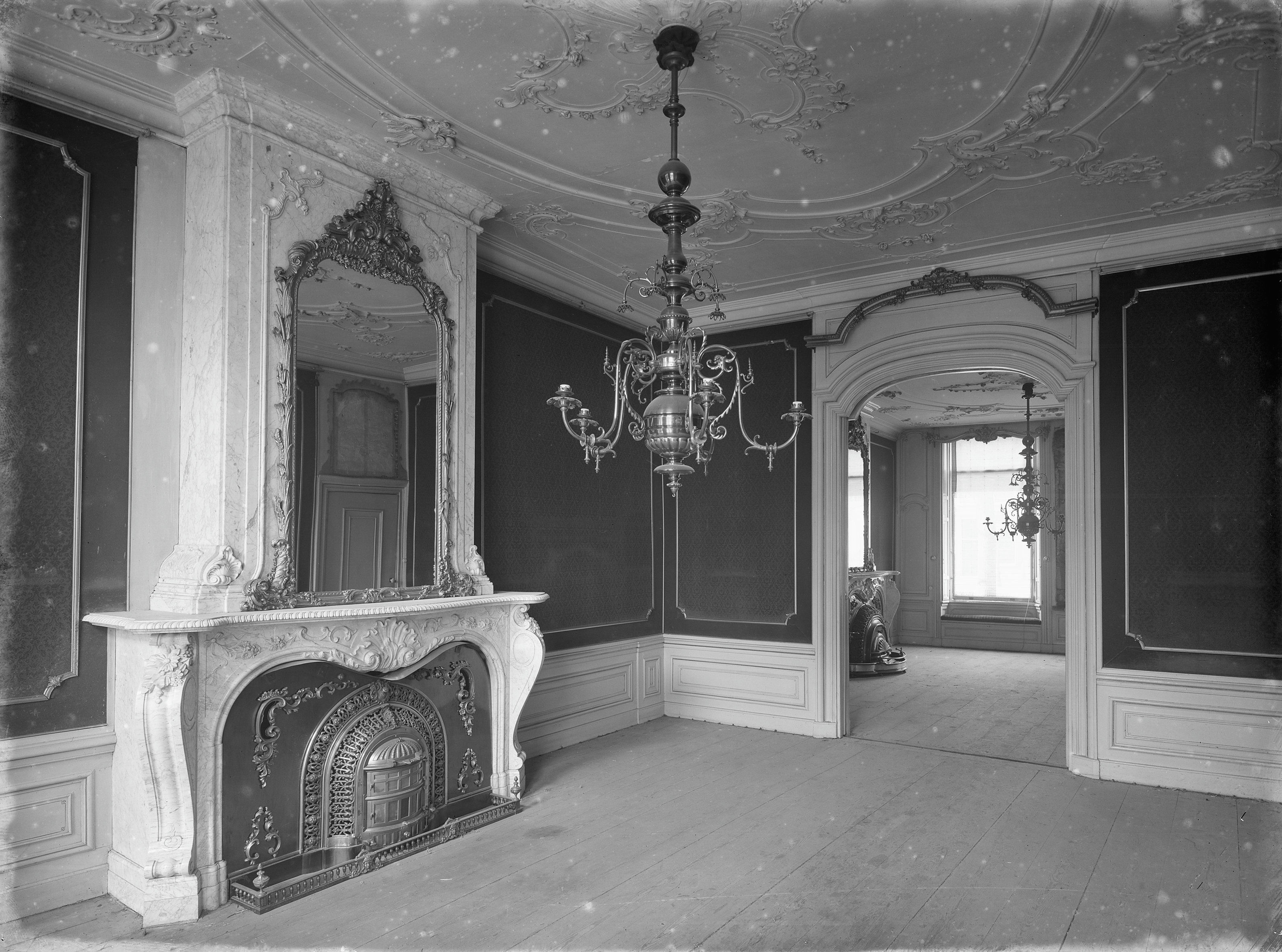
Achterkamer (1924)
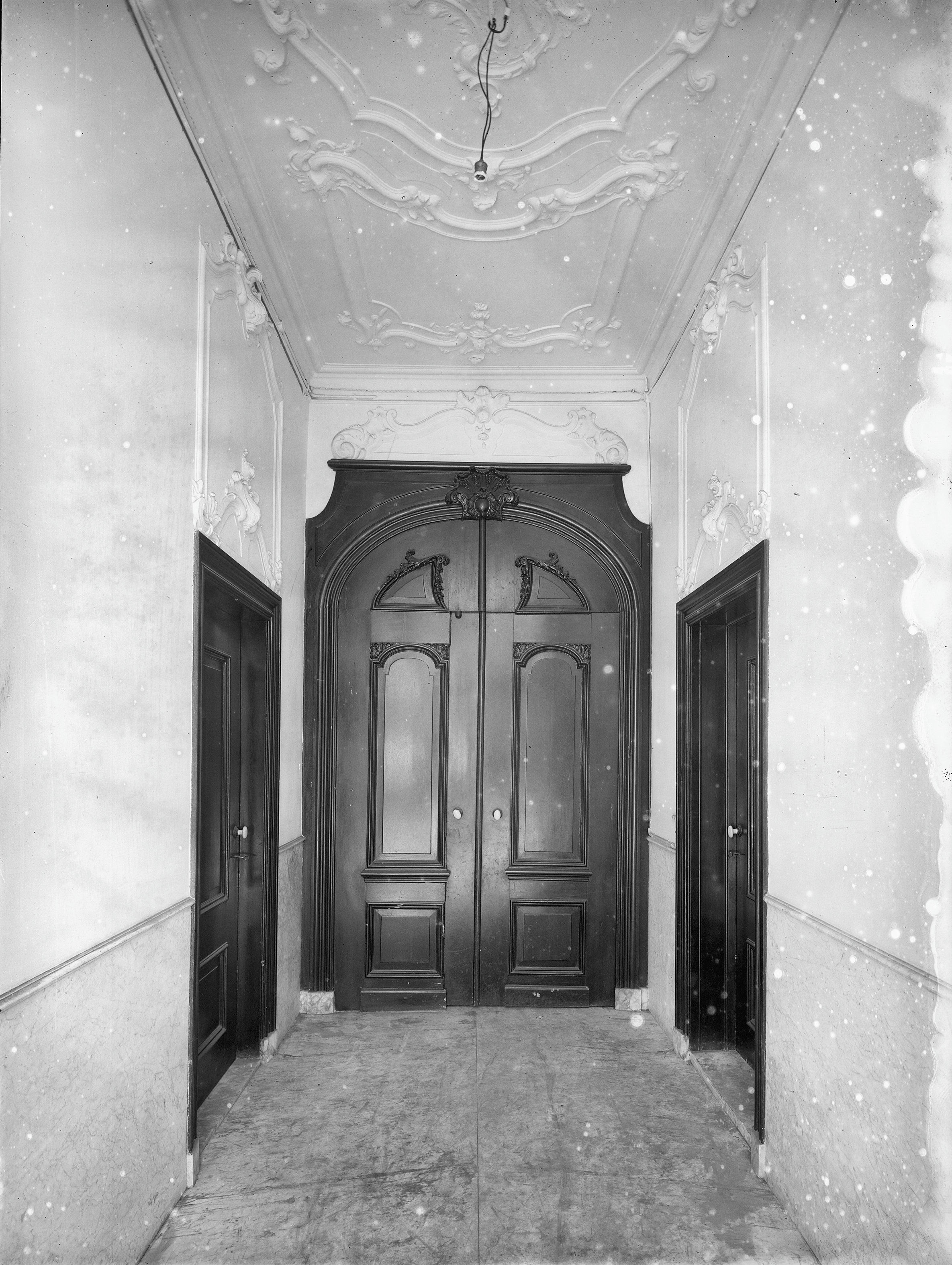
Gang (1924)

## Interne structuur
Augustinus kent cordialen (jaarclubs), gezelschappen (disputen) en verbanden (verticalen). Het lidmaatschap van een cordial is verplicht, het lidmaatschap van een gezelschap is vrijwillig. De gezelschappen zijn gescheiden naar sekse.
Naast deze structuren bestaan verschillende commissies met ieder hun eigen taak. Daarnaast bestaan er een aantal subverenigingen, waaronder een hockeyclub (ASHS) die gebruik maakt van de faciliteiten van LSC Alecto te Leiderdorp, en het theatergezelschap Augustijns Theater.

## Externe structuur
In de jaren 1970 stapt de vereniging uit het Aller Heiligen Convent, de nationale koepelorganisatie voor voormalige Rooms-katholieke studentenverenigingen. In de 21ste eeuw haalt de vereniging met het zogeheten Intercityverbond de banden aan met enkele andere studentengezelligheidsverenigingen die niet bij een andere koepel zijn aangesloten. Verder participeert de vereniging in de lokale en de landelijke kamer van verenigingen.

## Oud-leden
Bekende oud-leden zijn onder anderen:
- Piet Aalberse (1871-1948), minister van Sociale Zaken
- Nora Achahbar (1982), voormalig staatssecretaris
- Gied ten Berge (1948), socioloog, theoloog, publicist en vredesactivist
- Gerthein Boersma (1978), Humorist
- Ben Bot (1937), voormalig minister van Buitenlandse Zaken
- Martin Buitenhuis (1969), zanger Van Dik Hout
- Ybo Buruma (1955), hoogleraar strafrecht, lid van de Hoge Raad
- Armin van Buuren (1976), DJ en muziekproducent
- Boris Dittrich (1955), voormalig Kamerlid en fractievoorzitter D66
- Eske van Egerschot (1977), voormalig Kamerlid VVD
- Willem Engel (1977), actievoerder
- Rolph Gonsalves (1932-2002), procureur-generaal en naamgever Mr. Gonsalvesprijs
- Harry Kies (1953-2020), impresario
- Manuel Kneepkens (1942), voormalig raadslid en stadsdichter Rotterdam
- Tom Kok (1957), voormalig partijvoorzitter D66 en voorzitter AVRO
- Lousewies van der Laan (1966), politica D66
- Dennis van Leeuwen (1971), gitarist Kane
- Victor Mids (1987), illusionist
- Gustaaf Peek (1975), schrijver
- Ronald Plasterk (1957), voormalig minister van Onderwijs, Cultuur en Wetenschappen
- Charles Ruijs de Beerenbrouck (1873-1936), premier
- Kees Schuyt (1943), socioloog
- Michiel Servaes (1972), politicus PvdA
- Jacques Sluysmans (1975), advocaat en hoogleraar
- Carel Stolker (1954), oud-rector magnificus Universiteit Leiden
- Teun Struycken (1873-1923), politicus en hoogleraar
- Ronald Venetiaan (1936), oud-president van Suriname
- Joost Vullings (1970), parlementair verslaggever
- Nout Wellink (1943), voormalig president van De Nederlandsche Bank
- Henk Wesseling (1937-2018), historicus
- Anna Woltz (1981), kinderboekenschrijfster

## Publicaties
- S.J. de Rooij (et al.): Oh Augustinus. De eerste honderd jaar van een Leidse studentenvereniging (Leiden, 1993)
- Verenigingsblad: Acta Augustiana (1931-1937), Folia Augustiana (1938-1964), Kuklos (1964-1966), Integraal (1971-heden)
- Reünistenblad: Ruijs.

RKSV Albertus Magnus · N.S.V. Carolus Magnus · KSV St. Franciscus Xaverius · L.A.N.X. · RSV Sanctus Laurentius · K.S.V. Sanctus Virgilius · T.S.C. Sint Olof · ALSV Quintus · C.S. Veritas · SV Circumflex

Voormalige lidvereniging: L.V.V.S. Augustinus · Sanctus Thomas Aquinas · N.S.C. Carolus Magnus
L.V.V.S. Augustinus
· S.S.R.-Rotterdam
· Unitas Studiosorum Amstelodamensium
· Unitas Studiosorum Rheno-Traiectina